# Зарицький Леонід Андрійович
Леонід Андрійович Зарицький (нар. 30 серпня (12 вересня) 1901, Кухарі — 19 вересня 1983, Київ) — український радянський отоларинголог, заслужений діяч науки УРСР, професор.

## Біографія
Народився 30 серпня (12 вересня) 1901 року в селі Кухарях (нині Іванківського району Київської області). У 1928 році закінчив Київський медичний інститут, в 1932–1937 роках працював у ньому, потім, у 1945–1963 роках в Одесському медичному інституті, професор (з 1947 року). Член КПРС з 1955 року. У 1963–1973 роках — заступник директора по науковій частині Київського науково-дослідного інституту отоларингології.

Могила Леоніда Зарицького

Помер 19 вересня 1983 року. Похований у Києві на Байковому кладовищі.

## Праці
Праці присвячені склеромі дихальних шляхів, онкології в отоларингології, слуховідновлювальній мікрохірургії, дитячій отоларингології.

## Відзнаки
Заслужений діяч науки УРСР (з 1962 року).
Нагороджений двома орденами Трудового Червоного Прапора, медалями.